# 메트로놈

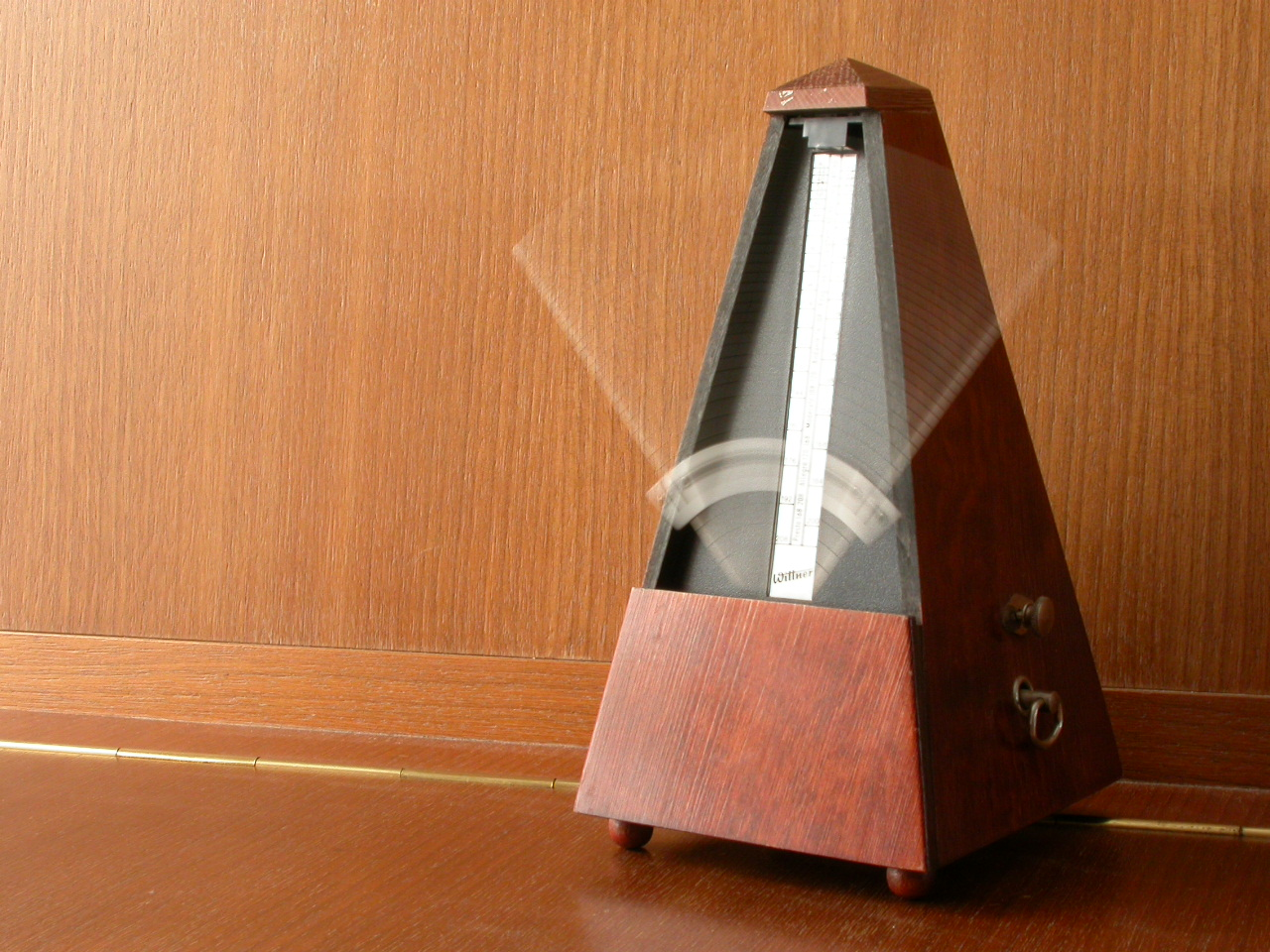
메트로놈

메트로놈(영어: metronome; 문화어: 박절기)은 일정한 속도로 음악의 빠르기를 나타내는 기계로, 일정한 시간 간격으로 소리를 낸다. 메트로놈이 처음 만들어진 것은 17세기 말로 거슬러 올라간다. 1696년 프랑스 파리에서 에티엔 루리에(1654~1702)가 괘종시계와 유사한 형태의 메트로놈을 선보였다. 메트로놈은 음악가들이 연습시 일정한 빠르기를 유지하기 위해 사용하였다.

## 용어
‘메트로놈’이라는 단어는 1815년 영국에서 처음으로 등장하였으며, 그리스어에서 유래하였다.
메트론(metron) = 측정, 노모스(nomos) = 규칙적이게 하다

## 역사
린 타운샌드 화이트 주니어(Lynn Townsend White, Jr.)에 따르면 아바스 이븐 피르나스(810~887년)는 메트로놈 개발을 최초로 시도하였다.
1812년 네덜란드의 디트리히 니콜라우스 빈켈에 의해 발명되었지만 독일의 멜첼에 의해 특허권을 상실하고 영국 학회로부터 메트로 노모스 시공 분박이라고 정의되었다. 베토벤과 극친한 사이로 멜첼은 자신의 이름의 약자와 메트로 노모스의 약자를 합쳐 M.M 이라고 사용하게 된다. 멜첼 메트로놈으로부터 확대된 증속법 등은 베토벤 중기 이후부터 교육학적으로 사용되었고 후에 악식론으로 통합되어 정착되었다.